# Gilbert M. Anderson
Gilbert M. Anderson, nato Max Aaronson, noto anche con lo pseudonimo di Broncho Billy (Little Rock, 21 marzo 1880 – South Pasadena, 20 gennaio 1971), è stato un attore, sceneggiatore, regista e produttore cinematografico statunitense, celebre come la prima star del genere western.
Insieme a George K. Spoor, fondò nel 1907 a Chicago la casa di produzione Essanay.

## Biografia
Con il nome Max Aaronson, di famiglia ebraica, nacque a Little Rock, Arkansas; era il sesto figlio dei newyorkesi Henry ed Esther (Ash) Aaronson. Aveva una sorella minore, Leona Anderson che, negli anni '50, riscosse un discreto successo come cantante.
Anderson è rivendicato dalla cittadina Pine Bluff, Arkansas dove visse per i primi otto anni della sua vita. I dieci anni successivi li trascorse a S. Louis, Missouri; in seguito, si trasferì a New York. Prima di fare il suo ingresso nel mondo teatrale, Anderson fece diversi lavori, tra cui l'edicolante. Sfruttando il suo fisico atletico — era alto 1,83 e di bell'aspetto — posò come modello per diversi fotografi. Sulla scena, esordì nel vaudeville, il teatro di varietà dove si esibivano cantanti, attori, comici, danzatori e acrobati. Passò ben presto al cinema, sia come sceneggiatore che come attore, collaborando con Edwin Stanton Porter, uno dei pionieri del muto.

### Film
The Great Train Robbery, uno dei capisaldi del cinema perché è stato uno dei primi film della storia che si presentava con un racconto lineare completo, uscì in sala nel 1903, diretto da Porter e prodotto da Edison. Anderson vi interpretava tre ruoli: quella di un bandito, di un passeggero e del fuochista. Dopo aver assistito alle proiezioni del film in una sala di vaudeville e aver visto le reazioni del pubblico, Anderson decise che il cinema era la sua strada. Usando lo pseudonimo di Gilbert M. Anderson, cominciò a scrivere, recitare e dirigere i suoi film.
All'epoca, Chicago stava per diventare il centro più importante del cinema statunitense. Insieme a George Kirke Spoor, Anderson vi fondò nel 1907 una casa di produzione, la Peerless Film Manufacturing Company, a cui, però, quasi subito i due fondatori cambiarono il nome in quello di Essanay, che risultava dall'unione (nella pronuncia inglese) della S di Spoor alla A di Anderson. La compagnia era destinata a diventare una delle più importanti della neonata industria cinematografica americana. Anderson girò per lo studio oltre trecento pellicole: negli anni dieci, i film consistevano essenzialmente in cortometraggi a un rullo. La produzione dei film era quantitativamente impressionante, anche per coprire la "fame" di film delle sale che proiettavano a getto continuo i cortometraggi.

### Niles

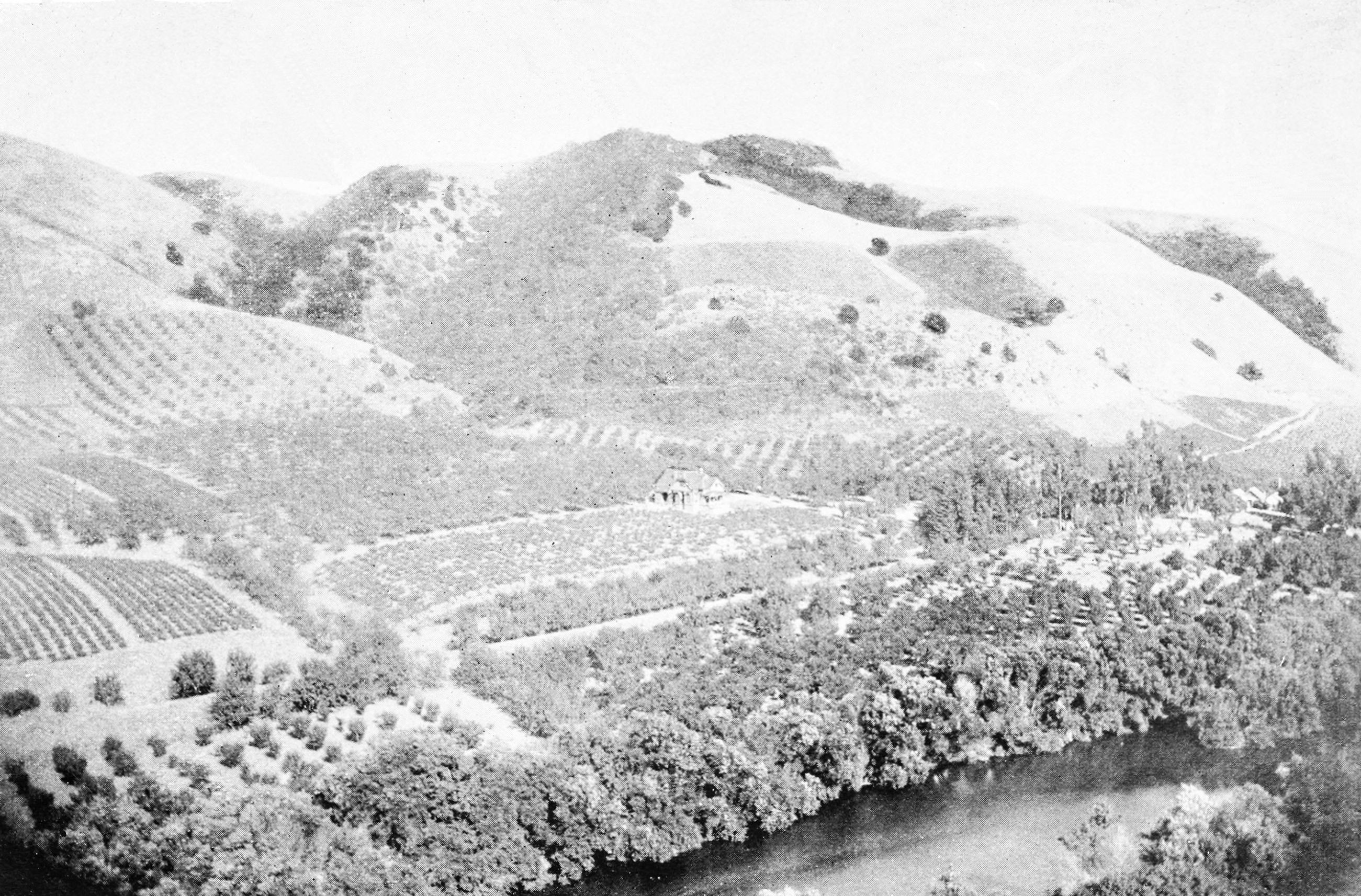
Il Niles Canyon e l'Alameda Creek (1894, circa)

Pur frequentando ogni genere di film — film che andavano dal melodramma al poliziesco — Anderson è famoso per i suoi western. Mentre Spoor da Chicago dirigeva come un'impresa industriale la Essanay, la troupe di Anderson percorreva in treno gli Stati Uniti, alla ricerca dei luoghi più adatti per ambientarvi storie che raccontavano, in maniera avventurosa e romanzesca, episodi della vita del mondo dell'Ovest con i suoi cow boy, banditi, avventurieri e rancheri. Il protagonista di gran parte dei suoi western sarà Broncho Billy, nome con cui, da allora in avanti, sarà universalmente conosciuto e che lo designa come la prima star western del cinema. Molti dei primissimi film furono girati a San Rafael e a Santa Barbara. Poi, nel 1913, il regista/produttore individuò Niles come la base logistica californiana della compagnia di Chicago, stabilendo in loco l'Essanay-West studio. Situata a sudest di San Francisco, Niles si trovava sulla linea della Western Pacific Railroad che passava per il Niles Canyon formato dal fiume Alameda: la linea ferroviaria, il paesaggio maestoso, il clima sempre favorevole, la luminosità del sito e la possibilità di avere come sfondo il suo fiume, fecero sì che Niles diventasse un set ideale, dove vennero girati gran parte dei film di Broncho Billy. Anderson, del resto, recitava, dirigeva e produceva gran parte dei film. Trovò anche il tempo per produrre una serie di commedie western che avevano come protagonista il personaggio di "Alkali Ike", impersonato da Augustus Carney.
Nel 1916, Anderson vendette la sua quota di proprietà dell'Essanay, deciso a non recitare più. Ritornato a New York, volle intraprendere la carriera di impresario teatrale: comprò il Longacre Theatre e produsse alcune commedie, ma senza avere grande successo.

## Galleria d'immagini

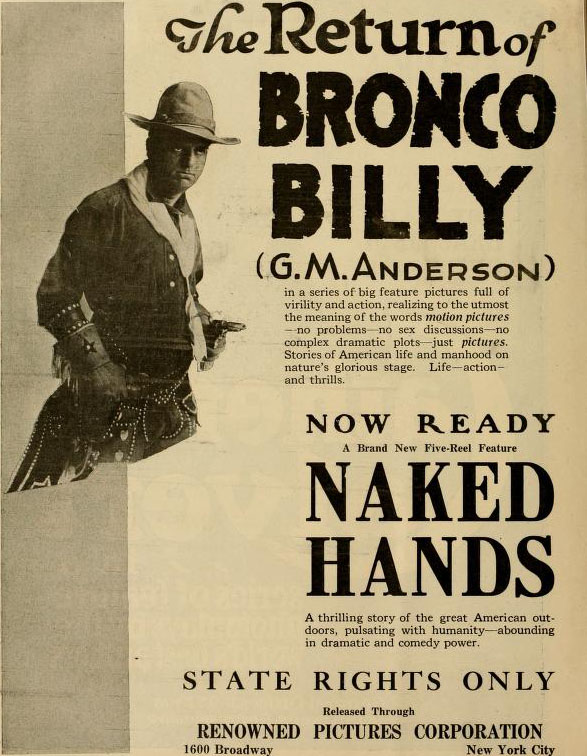
Naked Hands, 1918
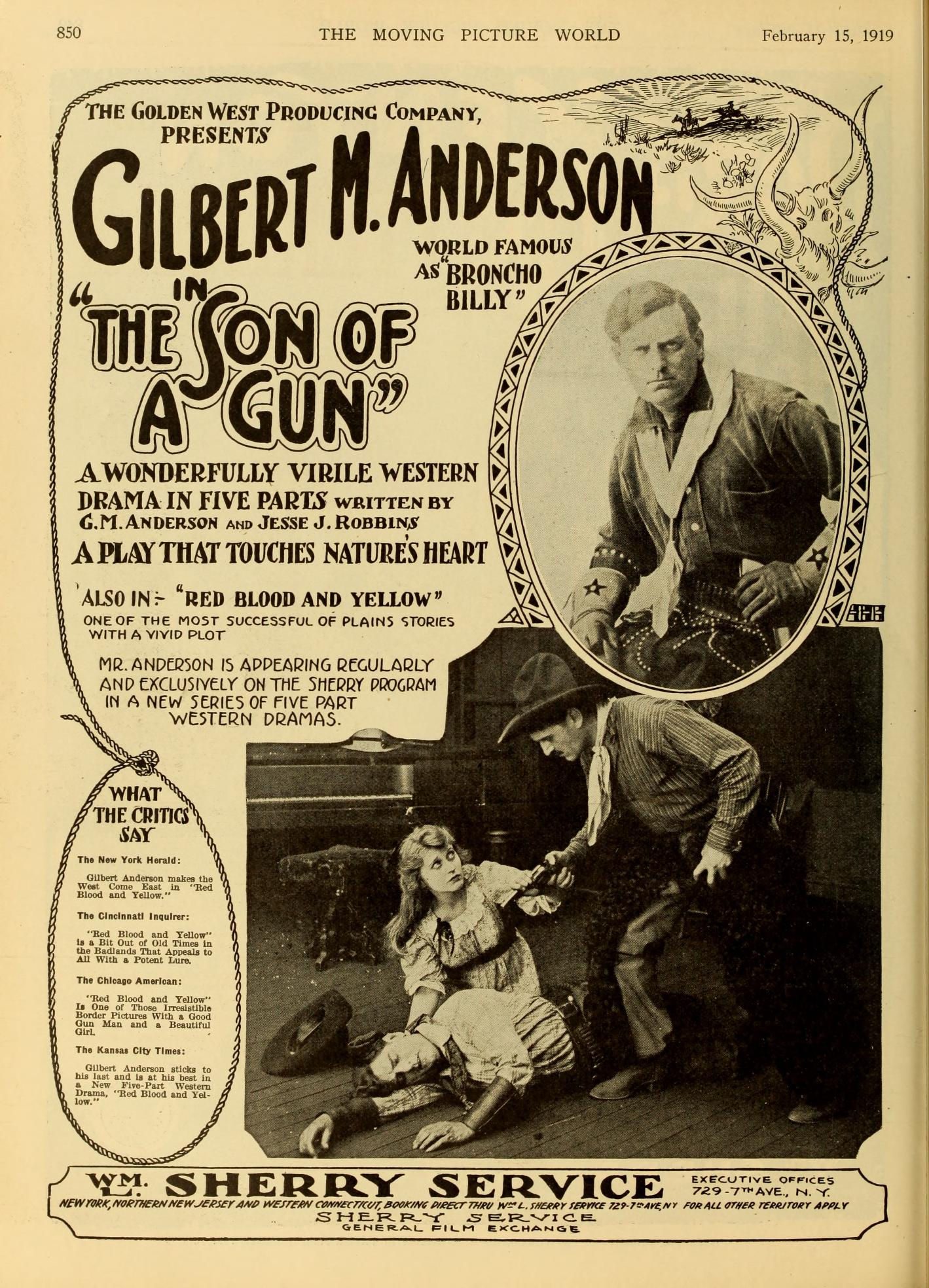
The Son of a Gun, 1919